# Desmond Tutu
Desmond Tutu   (Munsieville, 7 d'octubre de 1931 - Ciutat del Cap, 26 de desembre de 2021) fou un pacifista i eclesiàstic sud-africà que esdevingué famós durant els anys 80 del segle xx a causa de la seva oposició a l'apartheid. Va ser el primer arquebisbe negre anglicà de Ciutat del Cap a Sud-àfrica.

## Biografia
Nascut el 7 d'octubre de 1931 a la població sud-africana de Klerksdorp, va emigrar amb la seva família als dotze anys a Johannesburg. Tot i que volia ser metge, va orientar la seva educació a l'ensenyament a causa que la seva família no podia pagar-li els estudis. Va llicenciar-se el 1953 a la Universitat Bantu de Pretòria; fou posteriorment mestre de secundària a l'Institut Bantu de Johannesburg, on va estar fins al 1957. Aquell any dimití del càrrec; denuncià la precarietat de l'ensenyament dels negres. Va continuar els estudis de teologia i el 1960 fou ordenat sacerdot anglicà.

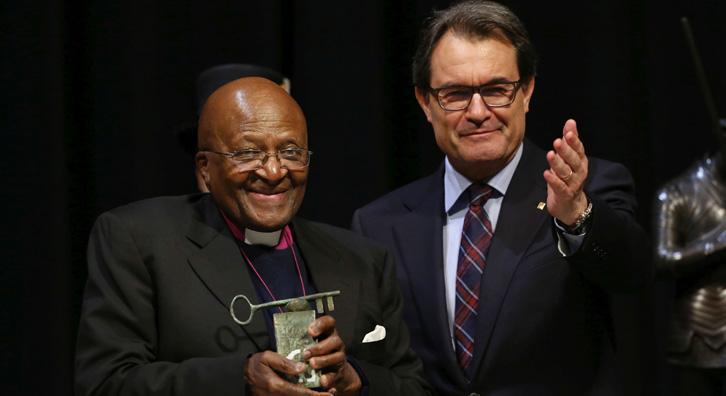
El president Mas lliura el Premi Internacional Catalunya a l'arquebisbe sud-africà Desmond Tutu

Entre 1962 i 1966 viatjà a Londres, on rebé un màster en teologia; retornà posteriorment al seu país. A partir d'aquell moment realitzà conferències en les quals denunciava la precarietat de la situació dels negres al seu país; denuncià que la situació d'aparent cordialitat entre blancs i negres podia esclatar en qualsevol moment. El 1972 fou designat vicedirector del fons teològic d'educació del Consell Mundial d'Esglésies, i al seu retorn a Sud-àfrica el 1975 fou ordenat bisbe de l'Església anglicana, el primer negre a ser-hi ordenat.

## Obra política
El 1976 es dugueren a terme les protestes de Soweto per l'obligació de l'ús de l'afrikaans com a llengua d'instrucció en escoles negres, i es convertí en una revolta massiva contra l'Apartheid, revolta en la qual Tutu prengué part i va donar suport al boicot econòmic al seu país.
Bisbe de Lesotho entre 1976 i 1978, fou nomenat aquest últim any secretari general del Consell sud-africà d'Esglésies; continuà així la lluita contra l'Apartheid amb l'acord de gairebé totes les esglésies. Tutu va advocar constantment per la reconciliació entre tots els partits implicats en l'Apartheid; denuncià constantment el govern blanc per la seva política racista, però també condemnà grups antiapartheid que propiciaven actuacions violentes i terroristes, com el Congrés Nacional Africà i diversos grups comunistes.
El 16 d'octubre de 1984 li fou concedit el Premi Nobel de la Pau per la seva constant lluita contra l'Apartheid.
El 7 de setembre de 1986 fou ordenat arquebisbe de l'Església anglicana; novament fou el primer negre a aconseguir-ho; ocupà el càrrec d'arquebisbe de Ciutat del Cap entre aquell any i el 1996. Amb la fi de l'Apartheid Tutu fou nomenat director de la Comissió de la Veritat i la Reconciliació, creada pel president sud-africà Nelson Mandela.
Va ser una de les 18 personalitats mundials que originalment van donar suport a l'Aliança de Civilitzacions.
El 8 de maig de 2014 la Generalitat de Catalunya li concedí el Premi Internacional Catalunya per «la seva vigorosa i constant lluita per la justícia social i la millora de les condicions dels oprimits, des d'una integritat, un coratge i una capacitat excepcionals». El novembre de 2014 va signar el manifest «Deixin votar els catalans», juntament amb altres personalitats internacionals.